# Tortrix viridana
El piral del roble y de la encina (Tortrix viridana) es una especie de lepidóptero ditrisio de la familia Tortricidae cuya oruga produce defoliación en la encina.

## Descripción
Pequeño lepidóptero, nocturno, con las alas anteriores de color verde pálido, de 9 a 12 mm, las alas posteriores son oscuras con flecos blancos.

## Distribución
Zonas de bosques planifolios de Europa, norte de África y Asia Menor, muy abundante según las regiones, produciendo la defoliación de las encinas.

## Fase de vuelo y larvaria
La mariposa vuela durante todo el verano, teniendo la fase larvaria a mediados de primavera, alimentándose de los brotes primaverales de los robles y encinas, (Quercus), las orugas y las crisálidas son devoradas por pájaros.